# The Man from U.N.C.L.E. (film)
The Man from U.N.C.L.E. is een Amerikaanse actie-komediefilm uit 2015 onder regie van Guy Ritchie, gebaseerd op de gelijknamige televisieserie uit de jaren 60 gecreëerd door Sam Rolfe.

## Verhaal
Het jaar is 1963 en de Koude Oorlog is in volle gang. Napoleon Solo is als succesvolle oplichter in dienst van de CIA. Hij krijgt de opdracht om Gaby Teller, de dochter van de verdwenen Duitse wetenschapper Udo Teller, uit Oost-Berlijn te halen. Daarbij wordt hij tegengewerkt door Illya Kuryakin, een jonge zeer sterke KGB agent.
Na de ontsnapping over de muur rapporteert Solo aan zijn superieur, Saunders. Die onthult dat Gaby Teller´s oom Rudi bij een rederij werkt die in handen is van Alexander en Victoria Vinciguerra, rijke nazi-sympathisanten, die Teller's vader gebruiken om een eigen kernwapen te bouwen. Vanwege het potentieel Einde-van-de-wereld gevaar, hebben de CIA en KGB besloten dat Solo en Kuryakin samen moeten werken om de Vinciguerras te stoppen. Daarnaast krijgen beide mannen apart van hun superieuren de opdracht om de resultaten van Udo Teller onderzoek te stelen voor de eigen regering. Die informatie mag juist niet gedeeld worden.
Het trio reist af naar Rome waarbij Gaby en Kuryakin als dekmantel met elkaar verloofd zijn,  en Solo een handelaar is in zeldzame kunstschatten. In Rome wordt Kuryakin  geprovoceerd door overvallers in dienst van de Vinciguerras en dreigt hij zijn dekmantel te verliezen. Op advies van Solo gaat hij niet op de provocatie in, en wordt zijn vaders horloge waar hij zeer aan gehecht was, geroofd.
Solo en Kuryakin vinden al snel bewijs dat op de scheepswerf van de Vinciguerra’s aan de bom gewerkt is, maar dat die bom daar niet meer is. De samenwerkingen tussen Solo en Kuryakin gaat niet soepel wegens totaal verschillende werkwijzen. Tijdens een achtervolging dreigt Kuryakin te verdrinken maar hij wordt gered door Solo. Gaby verraadt de cover van Solo en Kuryakin. Daardoor dreigt Solo te worden doodgemarteld maar hij wordt gered door Kuryakin.
Gaby blijkt ondertussen al die tijd al agent voor de Engelse geheime dienst MI6 te zijn. Het lukt haar om via haar oom bij haar vader te komen en ze probeert hem te overtuigen om te stoppen met het maken van de bom. Haar vader weigert verdere medewerking om de bommen af te maken. Victoria Vinciguerra gijzelt daarop Gaby om zo de medewerking van Udo af te dwingen. Als de bom klaar is wordt hij vermoord. 
Vervolgens wordt Gaby als lokaas ingezet door Alexander Vinciguerra. Als Solo en Kuryakin achter Gaby aangaan om haar te redden, blijkt dat ze de verkeerde bom hebben gevonden. De echte atoombom wordt aan boord van een klein vissersschip naar een onderzeeër gebracht. Op het laatste moment lukt het Solo, door Victoria lang aan de lijn te houden, om haar locatie te achterhalen. De overdracht wordt voorkomen door met de niet-nucleaire bom de vissersboot te torpederen.
De technologie die op een computerbestand staat, is in handen van Solo gekomen. Daardoor staat Kuryakin met lege handen. Hij dreigt naar Siberië te worden verbannen en moet Solo vermoorden om dat te voorkomen. Omdat Solo hem zijn vaders horloge teruggeeft bedenkt Kuryakin zich. Solo geeft de computertape niet aan de CIA, maar verbrandt deze. In plaats van terug te gaan naar de CIA en de KGB worden Solo, Kuryakin en Teller ingelijfd bij de U.N.C.L.E organisatie. (United Network Command for Law and Enforcement). Daarmee eindigt de film.

## Rolverdeling
| Acteur            | Personage             |
| ----------------- | --------------------- |
| Henry Cavill      | Napoleon Solo         |
| Armie Hammer      | Illya Kuryakin        |
| Alicia Vikander   | Gaby Teller           |
| Hugh Grant        | Alexander Waverly     |
| Elizabeth Debicki | Victoria Vinciguerra  |
| Jared Harris      | Adrian Sanders        |
| Sylvester Groth   | Oom Rudi              |
| Christian Berkel  | Dr. Udo Teller        |
| Luca Calvani      | Alexander Vinciguerra |
| Misha Kuznetsov   | Oleg                  |
| Simona Caparrini  | Gravin                |

## Productie
Al vanaf de jaren 90 werkte Warner Bros. aan een verfilming van The Man from U.N.C.L.E.. Na vele wisselingen - Dave Dobkin werd bijvoorbeeld genoemd - werd in het najaar van 2010 Steven Soderbergh aangesteld als regisseur. George Clooney werd gecast in de hoofdrol, maar trok zich in augustus 2011 terug vanwege conflicten met het stuntwerk. Soderbergh zag in Michael Fassbender en Joel Kinnaman ideale vervangers, maar de studio stemde tegen.
Nadat Johnny Depp even in beeld was geweest, nam Bradley Cooper die rol over, maar verliet het project in november dat jaar. Joseph Gordon-Levitt, Ryan Gosling, Alexander Skarsgård, Ewan McGregor, Robert Pattinson, Matt Damon, Christian Bale, Leonardo DiCaprio, Russell Crowe, Chris Pine, Ryan Reynolds en Jon Hamm zijn andere namen die werden genoemd tijdens de casting. Soderbergh sprak zijn interesse uit om Channing Tatum als vervanger in te huren; Joel Edgerton was naar verluidt in onderhandeling om de rol van Illya Kuryakin op zich te nemen. Enkele dagen later werd echter bekendgemaakt dat ook Soderbergh het project had verlaten, omdat hij het toenmalig budget van $60 miljoen niet hoog genoeg vond.
Het project werd vervolgens lange tijd vertraagd, totdat in maart 2013 het nieuws kwam dat Guy Ritchie de regie in handen zou nemen. Zijn naam werd al in december 2011, vlak na Soderberghs vertrek, genoemd, maar het was toen nog niet bekend of de film überhaupt nog wel van de grond zou komen. Tom Cruise toonde in maart 2013 interesse om de hoofdrol op zich te nemen, maar liet de rol twee maanden later al schieten om zich te kunnen focussen op de opnamen van Impossible – Rogue Nation (2015). Armie Hammer werd in april 2013 aangesteld in de tweede hoofdrol. Vijf dagen nadat Cruise zich terug had getrokken, werd Henry Cavill genoemd als definitieve vervanger; Cavill had eerder auditie gedaan voor de rol die naar Hammer ging.
Ook de casting van de vrouwelijke rollen ging niet van een leien dakje: Elizabeth Debicki werd in juli 2013 gecast voor de hoofdrol daarin, nadat ook Rose Byrne en Charlize Theron waren overwogen. Gemma Arterton, Alice Eve, Mia Wasikowska, Emilia Clarke, Felicity Jones, Teresa Palmer en Sarah Gadon hadden allen auditie gedaan voor de tweede vrouwelijke hoofdrol, maar deze ging naar Alicia Vikander. De opnamen gingen in september 2013 van start, en een trailer werd in februari 2015 voor het eerst vertoond.